# Cine de Bolivia
El cine boliviano es el conjunto de producción cinematográfica realizada en Bolivia o en otros países por cineastas bolivianos o presupuesto en su mayoría de origen boliviano.
La historia del cine en Bolivia inicia a finales del siglo XIX, cuando se realizan las primeras proyecciones cinematográficas en la ciudad de La Paz. Por otra parte, las primeras filmaciones cinematográficas en Bolivia se realizaron a partir de la segunda década del siglo XX.

## Historia

### Primeros años, en la época del cine silente
En 1897, el Teatro Municipal de la ciudad de La Paz —que luego se convertiría en la principal sala de la etapa del cine mudo— proyectó su primera película. Existen relatos de la llegada a Bolivia ese año de proyecciones en cinematógrafos traídos desde Chile y Perú, y de la visita de A. Jobler y Jorge de Nissolz, representantes de la Casa Lumière.
Las primeras filmaciones en Bolivia se llevaron a cabo a principios del siglo XX. La primera película boliviana conocida es Retrato de Personajes Históricos y de Actualidad y data de 1904; realizada por la compañía Marine & Monterrey y presentada el 15 de agosto de ese año, mostraba la trasmisión de mando del presidente saliente José Manuel Pando al presidente Ismael Montes, posesionado pocos días antes, el 6 de agosto de 1904; podían verse también a otras autoridades de gobierno y algunas personalidades de la época; su presentación. Estas primeras realizaciones cinematográficas locales eran "vistas".
De este año data también la referencia más antigua en la prensa local dedicada al cine en Bolivia; el 20 de noviembre de 1904, El Comercio publica en la columna de sociales:

Cinematógrafo: D. Luis Palacios S. establecerá en breve una exposición de estas vistas. El aparato con que cuenta es modernísimo, de modo que será un
espectáculo digno de verse.
Diario El Comercio, columna de sociales, 20 de noviembre de 1904, Bolivia.

Un mes después el empresario José del Castillo presenta el primer espectáculo con el Kinetoscopio de Edison en Bolivia del que se tiene noticias; el 20 de diciembre de 1904, en el diario El Comercio de la ciudad de La Paz, en la columna de sociales, se publicaba el siguiente anuncio:

Kinetoscopio mónstruo.-- El Empresario del Gran «Kinetoscopio Mónstruo», don José del Castillo ha solicitado el local del Teatro Municipal, para dar una serie de exhibiciones, en la noche del 24.
Las vistas serán las batallas de la contienda ruso - japonesa.
Diario El Comercio, columna de sociales, 20 de diciembre de 1904, Bolivia.

En 1905 llega a Bolivia el biógrafo París  del empresario Enrique Casajuana.
En junio de 1906 el biógrafo Iris recorría desde Antofagasta hasta La Paz, mostrando imágenes de la guerra ruso-japonesa, de Don Quijote de la Mancha, presidentes y otros personajes ilustres de Bolivia. Las primeras vistas cinematográficas se prestaron en el Teatro Municipal de la ciudad de La Paz. De ese año se conocen también otras vistas realizadas en Bolivia, como Paseo del Prado el día de Todos Santos del biógrafo Valenti.
En 1907, el biógrafo Olimpo filma y exhibe el documental La instalación del Congreso Nacional.
En 1909 los italianos De Voto y Margary realizan también varias proyecciones en el Teatro Municipal de la ciudad de La Paz.

### Los precursores
El año 1912 comienzan a trabajar Luis Castillo y J. Goytisolo, quienes se disputan el reconocimiento como primer cineasta boliviano. Castillo fue el precursor del cine en Bolivia, sus primeras películas consistían en Vistas locales, es decir, registros cortos del acontecer diario como desfiles, misas, procesiones y otros.
A partir de 1913 y hasta finales de la década de 1910 el espectáculo del biógrafo se establece entre las costumbres urbanas de la época. En 1915, funcionaban en La Paz cuatro salas estables: El viejo biógrafo París, el Teatro Municipal, el Cine Teatro y el Cine Edén, funcionaba también desde fines de la primera década del siglo XX el Teatro Princesa de propiedad de la empresa teatral y cinematográfica Gabriel Camarasa en la calle Comercio de La Paz, donde se exhibían espectáculos teatrales de variedades y cinematográficos.
En 1916 la expedición alemana a cargo del Profesor Müller, registró cinematográficamente su visita a Tiahuanacu, siendo este uno de los pocos documentales de la época que han sobrevivido.
En 1920 un camarógrafo suizo recorrió el país realizando diversas tomas que agruparía después bajo el título de Bolivia, la Suiza de América.
En 1921, la compañía productora norteamericana Paramount exhibe en Bolivia el filme La Paz Bolivia, en la que de acuerdo a la prensa de la época, «nuestra ciudad se presenta como la urbe de los montes». Para entonces Bolivia ya había sido incorporada al circuito mundial de exhibición de películas, acaparado principalmente por la industria fílmica de Estados Unidos, que había desplazado a la industria europea durante la Primera Guerra Mundial. Hollywood recién surgía, pero los canales de distribución comenzaban a estar bajo el control de las productoras norteamericanas, siendo que ya desde aquella época Bolivia y otros países de América Latina dependían de la producción cinematográfica norteamericana.

### Primeros largometrajes bolivianos

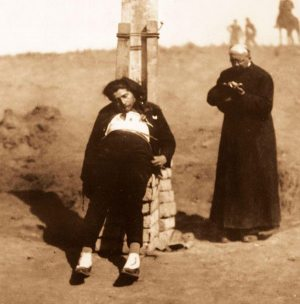
El fusilamiento de Alfredo Jáuregui del 5 de noviembre de 1927.

En 1923 llega a Bolivia el cineasta italiano Pedro Sambarino, que había trabajado varios años en Argentina. El italiano crea la empresa S.A. Cinematográfica Boliviana, que luego se convertiría en Bolivia Films. Una de las primeras producciones realizadas en Bolivia por Pedro Sambarino es Actualidad de La Paz. En 1924, el italiano filma Por mi Patria, documental que buscaba reflejar una visión global del país y sus costumbres, realizado con vistas a los festejos del Centenario de la República.
El 14 de julio de 1925 se estrena Corazón Aymará, el cual es considerado el primer largometraje boliviano. Realizado por Pedro Sambarino, es una adaptación de la obra teatral La huerta de Ángel Salas. Aparentemente ese mismo año (1925) José María Velasco Maidana produce otro largometraje titulado La profecía del lago; el filme no llegó a presentarse ante el público debido a la censura, al tratarse de los amoríos entre un 'pongo' y la esposa del dueño de una hacienda; esto transgredía las estructuras de la época en las que predominaban prejuicios raciales y sociales, por lo que incluso se llegó a intentar secuestrar la película para incinerarla.
El 9 de septiembre de 1926 se estrena otro largometraje boliviano: La gloria de la raza, obra del arqueólogo Arturo Posnansky; presentaba cuatro actos a lo largo de los cuales un científico, interpretado por el propio Posnansky, realiza un recorrido por varias culturas precolombinas desde los Urus a Tiahuanacu, guiado por un anciano nativo. En la filmación colaboró el realizador boliviano Luis del Castillo. De esta película solamente queda un pequeño folleto editado para el estreno, en el que se describe detalladamente el argumento y se incluyen algunas fotografías del rodaje.
En 1927 se realizaron dos películas que registran el fusilamiento de Alfredo Jáuregui, hijo menor de una familia acusada del asesinato del expresidente José Manuel Pando, y cuyo caso judicial tuvo gran repercusión en la sociedad. Una de estas películas titulaba El fusilamiento de Jáuregui y fue realizada por Del Castillo. La otra, rodada por Posnansky, se llamaba La sombría tragedia del Kenko. La exhibición de ambas obras se intentó prohibir, llegando incluso a detenerse a Del Castillo, exigiendo que las películas sean entregadas para ser archivadas en la Corte Suprema junto a los obrados del proceso; finalmente ambas pudieron ser estrenadas. El fusilamiento de Jáuregui era un cortometraje que se limitaba a mostrar escenas de la ejecución. En cambio la obra de Posnanky era un mediometraje que reconstruía los hechos desde el asesinato del expresidente, pasando por el juicio y concluyendo en la ejecución. A finales de 2012 se encontró una copia de El fusilamiento de Jáuregui con el nombre de El Bolillo Fatal o el Emblema de la Muerte, título distinto al de su exhibición inicial que, sin embargo, contiene, además del nombre de Castillo como autor de la misma, todos los acontecimientos descritos como pertenecientes a El Fusilamiento de Jáuregui, siendo la única copia conocida del documental censurado en 1927.

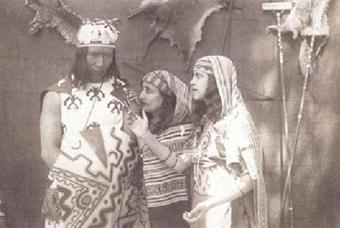
Escena del largometraje boliviano Wara Wara de 1930

 Entre 1928 y 1929 se producen algunos documentales referidos a los viajes del presidente Hernando Siles por la República. Llegan también en estos años cineastas extranjeros, como el equipo alemán del noticiero Deulig woche, y el cineasta inglés Bee Mason, autor de un largo documental llamado De los llanos a los Andes. Se crea además la productora Urania Films de José María Velasco Maidana, autor en 1928 de los cortometrajes Amanecer indio y Pedrín y Pituca. En la segunda mitad de 1929, Velasco Maidana realiza Wara Wara, obra cinematográfica fundamental del cine mudo boliviano por sus pretensiones y la magnitud del proyecto, basada en un argumento del escritor Antonio Díaz Villamil; el filme narra una historia ambientada en tiempos de la conquista española. El título original de la película debió ser El ocaso de la tierra del sol, sin embargo debido a problemas con la protagonista no se pudo continuar el proyecto inicial y algunas escenas filmadas para ese primer argumento se incorporaron después a Wara Wara, en la que participaron varios intelectuales bolivianos de la época, entre los que se puede nombrar al pintor Arturo Borda, la escultora Marina Núñez del Prado y el poeta Guillermo Viscarra Fabre. El personaje estelar fue interpretado por Juanita Tallansier, participando también el intérprete Emmo Reyes.
Wara Wara se estrena a inicios de 1930 logrando el éxito en el público. A mediados de ese año, Velasco Maidana presenta Actualidades Urania n.º 1.

### El fin del cine silente y la guerra del Chaco
En junio de 1931, se realiza la primera proyección sonora en el Teatro Municipal de la ciudad de La Paz, marcando el inicio del nuevo rumbo cinematográfico y el fin del cine silente.
Entre 1932 y 1933 Mario Camacho, cochabambino que había participado en un rol secundario en Wara Wara y al mismo tiempo en diferentes tareas técnicas, se une a José Jiménez y Raúl Durán Crespo, e inician el rodaje de un nuevo largometraje de ficción, El hijo de Choqueyapu, poco antes del inicio de la guerra del Chaco, conflicto bélico entre Bolivia y Paraguay. Luego, este proyecto daría lugar al filme Hacia la gloria, drama bélico con las actuaciones de Matilde Garvía, Donato Olmos, Manuel Sagárnaga, Enrique Mendoza, Valentina Arze y Arturo Borda, quien además dirigió algunas escenas. Los realizadores de la película montaron un sistema de fonógrafos detrás de la pantalla para el acompañamiento sonoro de la película, convirtiendo a Hacia la gloria en la primera película sonora boliviana.
Entre 1933 y 1936, la guerra del Chaco se convirtió en el tema central de los realizadores cinematográficos en Bolivia, intentando realizarse varios proyectos como Alerta de Mario Camacho, que no llegaron a concretarse.
En ese periodo, el fotógrafo Luis Bazoberry se incorporó al ejército como aerofotogrametrista, por lo que pudo fotografiar el conflicto bélico, además de registrar varias tomas con una pequeña cámara que Bazoberry llevó consigo. El clima del Chaco dejó inservible buena parte del material fílmico de Bazoberry, pero con lo que pudo conservar, concluida la guerra, Bazoberry montó en España la película La Guerra del Chaco o Infierno verde, tomas de fotografías fijas y una banda sonora a sus filmaciones. El filme no tuvo mucho éxito pero representa un testimonio de la guerra, en el que se registran incluso la firma del armisticio y la confraternización entre tropas de ambos bandos.
Juan Peñaranda Minchín colaborado por Mario Camacho y José María Velasco Maidana realizó La Campaña del Chaco, largometraje con textos de Casto Rojas que se estrenó el 1 de julio de 1933 con mucho éxito.
Entre las producciones extranjeras sobre el conflicto, se pueden mencionar Storm Over the Andes (1935), y su versión española Alas sobre El Chaco (1935), ambas dirigidas por Christy Cabanne, y producidas por la compañía estadounidense Paramount; y Guerra en el Infierno Verde de la empresa alemana UFA.
A mediados de 1933 se presenta Historia de la decadencia aymará, largometraje que consistía en la reposición de algunas de varias películas rodadas la década anterior. La nueva tecnología del sonoro imposibilitó las producciones nacionales, condenando la precariedad del cine boliviano a la dependencia de películas extranjeras por más de una década.
Desde el año 2012, el director Tonchy Antezana prepara su película Boquerón, sobre la cruenta batalla del Fortín Boquerón. Durante 2015 se encontraba en proceso de postproducción.
En 2019 el director Leonardo Pacheco filma la película "Tres Pasos Al Frente" que narra el pasaje histórico del que fueron protagonistas los cadetes del Colegio Militar del Ejército en el año 1933.

### El primer largometraje sonoro y el cine en color
En 1947 el norteamericano Kenneth Wasson funda la productora Bolivia Films, de donde surge Jorge Ruiz, uno de los principales documentalistas del cine boliviano.
En 1948, la empresa Emelco rueda Al pie del Illimani en conmemoración al IV Centenario de fundación de La Paz, largometraje documental que consiste en la sucesión de varios cortos dedicados a aquella celebración y se considera como el primer largometraje sonoro boliviano.
Ese mismo año, Ruiz conoce a Augusto Roca, brillante operador técnico con quien formará una pareja inseparable y fundamental para esta nueva época del cine boliviano.
En 1949, con la colaboración de Ruiz y Roca, Alberto Perrín Pando dirige una de las primeras películas bolivianas en color: Donde nació un imperio, cortometraje filmado en el lago Titicaca, acerca de los orígenes del Imperio incaico.

### El Instituto Cinematográfico Boliviano
Aproximadamente a un año de la Revolución Nacional del 9 de abril de 1952, en marzo de 1953 el gobierno crea el Instituto Cinematográfico Boliviano, I.C.B., a cargo de Waldo Cerruto, con el objetivo de promover la cinematografía en Bolivia.
El I.C.B., disuelto en 1968, realizó, a través de cientos de documentales y noticieros, el registro histórico de la Revolución Nacional y se convirtió en el escenario donde se desenvolverían quienes luego serían los principales realizadores del cine boliviano.

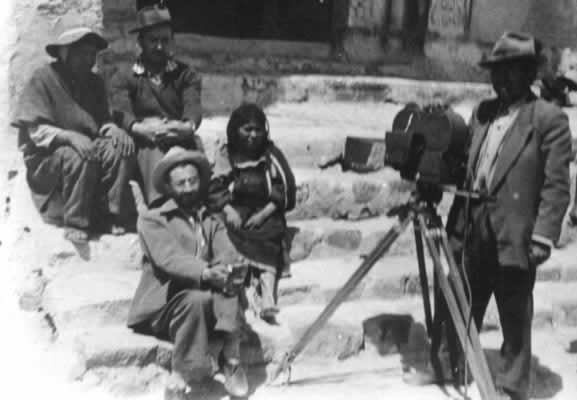
Filmación de Vuelve Sebastiana, de 1953

  En 1953 Jorge Ruiz rodó Vuelve Sebastiana, cortometraje premiado en el Festival de SODRE en Montevideo, Uruguay, convirtiéndose en el primer film boliviano en obtener un galardón internacional.
Al año siguiente, Jorge Ruiz comienza a rodar el primer largometraje sonoro en color: Detrás de los Andes, proyecto en que también participó Gonzalo Sánchez de Lozada, fundador de la productora Telecine, protagonizado por Hugo Roncal, que luego se convertirá en documentalista, y el escritor Raúl Salmón, quien un año antes había publicado la primera reseña de la historia del cine boliviano en un artículo del periódico La Nación. El proyecto de Ruiz no llegó a concluirse pero Telecine produjo después documentales como Juanita sabe leer y Un poquito de diversificación económica, dirigidos por Ruiz.
En 1954, Jorge Ruiz lleva al cine en Ecuador el cuento del escritor Óscar Soria Gamarra "Los que nunca fueron". Soria se convertiría luego en uno de los principales guionista del cine boliviano contemporáneo.
En 1956 Ruiz realiza el cortometraje Voces de la tierra y dos años después filma su primer largometraje, La vertiente.
Tras su disolución en 1968 el I.C.B. cedió todo su patrimonio al Canal 7, Empresa Nacional de Televisión.

### Sanjinés, Ruiz y Eguino

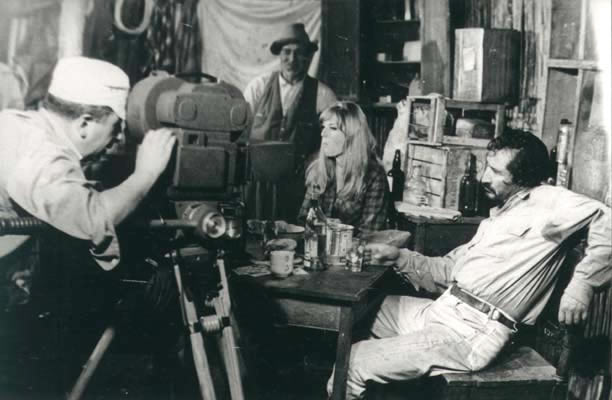
Rodaje de Mina Alaska de Jorge Ruiz en 1968.

En 1959, luego de concluir sus estudios en Chile, retorna a Bolivia Jorge Sanjinés Aramayo y crea, junto a Óscar Soria Gamarra y Ricardo Rada, el grupo Kollasuyo. Sanjinés se constituiría luego en uno de los referentes del Cine Boliviano y Latinoamericano.
En 1961, Sanjinés realiza como propaganda para la Lotería Sueños y realidades, su primer cortometraje en Bolivia.
Al año siguiente, Ruiz realiza el mediometraje Las montañas no cambian, en el que presenta los cambios en los diez años desde la revolución de 1952. Ese mismo año Hugo Roncal filma El mundo que soñamos, una de sus obras más importantes y Sanjinés rueda Un día Paulino, ambos cortometrajes con cierto tinte propagandístico al gobierno.
En 1963 Sanjinés y Soria presentan Revolución, cortometraje de aproximadamente diez minutos que a través de imágenes montadas resumen la historia de Bolivia, su tribulaciones, el valor popular y las permanentes represiones. Revolución fue galardonado en el Festival de Leipzig, obteniendo así Sanjinés el primero de varios reconocimientos internacionales por su trabajo.
En 1965 Sanjinés aborda el tema minero en Aysa, con el guion de Soria. Al año siguiente, en 1966, el I.C.B. produce Ukamau, el primer largometraje de Sanjinés y la primera película en aymará, en la que participa Hugo Roncal como fotógrafo y los actores Benedicto Huanca, Marcelino Yanahuaya y Néstor Peredo, entre otros. Años después, Sanjinés, Soria y Rada forman el Grupo Ukamau, tomando el nombre de este filme.
En 1968, el mismo año que se disuelve el Instituto Cinematográfico Boliviano, regresa a Bolivia Antonio Eguino, después de concluir sus estudios en Estados Unidos. Eguino se convertirá luego en otro de los documentalistas referentes del cine boliviano.
También en 1968, Jorge Ruiz utiliza parte del material filmado en 1954 para Detrás de los Andes y presenta el largometraje Mina Alaska, cuya historia transcurre en tiempo real.

### El Grupo Ukamau y Antonio Eguino
En 1969 al Grupo Ukamau, conformado por Sanjinés, Soria y Rada, se incorpora Antonio Eguino como fotógrafo, filman Yawar Mallku, la primera película en quechua, que denunciaba la esterilización de campesinas por el Cuerpo de Paz, estuvo a punto de ser prohibida por autoridades municipales impidiéndolo la opinión pública. Yawar Mallku influyó en la decisión de expulsar al Cuerpo de Paz poco tiempo después.
También en 1969, llega a Bolivia Luis Espinal, que como crítico, autor de textos y profesor sería el principal impulsor de la cinematografía en Bolivia hasta su asesinato en 1980.
Se realizan también ese año dos películas de cine comercial, Volver de Germán Becker, Alberto Pacciello y Jorge Ruiz en coproducción con Argentina y Chile, y Crimen sin olvido de Jorge Mistral.
En 1970, Sanjinés y el Grupo Ukamau inician el rodaje de Los caminos de la muerte, proyecto que no se concluye debido a un accidente en laboratorios alemanes donde había sido enviado el material.
Antonio Eguino, se separa del Grupo Ukamau, crea la Productora Cinematográfica Ukamau y realiza el cortometraje documental Basta sobre nacionalización de la Gulf Oil Company. Ósar Soria se aleja también del Grupo Ukamau y continúa con Antonio Eguino en la Productora.
En 1971, el Grupo Ukamau y Sanjinés comienzan a rodar de El coraje del pueblo, la primera película en color de Sanjinés, en ella se relatan los hechos de la Masacre de San Juan ocurrida en 1967 a través del testimonio de los sobrevivientes, iniciando con un recuento histórico de acontecimientos similares ocurridos anteriormente. El coraje del pueblo obtuvo varios premios internacionales.
En 1972, se estrena Patria linda dirigida por Alfredo Estívariz y José Fellman, con la fotografía de Hugo Roncal, largometraje en el que se presentan diferentes interpretaciones de conjuntos de música folclórica.
A raíz del golpe militar de 1973 la producción cinematográfica sufre un receso temporal. Sanjinés deja el país y el Grupo Ukamau se divide. En el Perú, Sanjinés filma El enemigo principal.
En 1974, Antonio Eguino realiza su primer largometraje Pueblo chico y se lleva adelante el primer Festival "Llama de Plata" con el auspicio del Centro de Orientación Cinematográfica y el Cine 16 de Julio, con el objetivo de incentivar la difusión del cine extranjero de calidad, premiando cada año la mejor película del año anterior.
En 1976 por iniciativa de Mario Mercado, Amalia de Gallardo y el padre Renzo Cotta se crea la Cinemateca Boliviana, entidad destinada a recuperar la memoria cinematográfica de Bolivia, bajo la dirección de Pedro Susz K. y Carlos Mesa. Se crea también el Premio "Cóndor de Plata" para incentivar la realización de cortometrajes bolivianos.
Ese mismo año, los hermanos José y Hugo Cuellar Urizar, bolivianos residentes en Brasil, realizan la versión cinematográfica de La chaskañawi, novela de Carlos Medinaceli. En Francia, Alfonso Gumucio Dagron realiza Señores coroneles, señores generales, montaje documental acerca del golpe militar ocurrido en Bolivia en 1971 producido por el Institut des hautes études cinématographiques de París.
En 1977, Sanjinés, nuevamente en el Ecuador realiza Fuera de aquí. Eguino filma y estrena Chuquiago, su segundo largometraje, cuya protagonista es la ciudad de La Paz, a través de cuatro historias que reflejan las diferencias sociales de sus habitantes. Chuquiago tiene éxito entre el público, llegando a ser la película de mayor recaudación ese año y una de las de mayor acceso de público en la historia del cine boliviano.
También en 1977, Jorge Guerra Villalba realiza El embrujo de mi tierra, película en la muestra las diferentes regiones geográficas y costumbres de Bolivia a través de una historia romántica.
En 1978, Miguel Ángel Illanes realiza el largometraje documental Los VIII Juegos Deportivos Bolivarianos sobre el evento deportivo llevado a cabo ese año en Bolivia. También en 1978, el gobierno aprueba el Decreto Ley Nro. 15604, Ley General del Cine, creando el Concejo Nacional Autónomo del Cine y estableciendo incentivos al cine nacional.
En 1979,  Ruiz, quien había seguido realizando varios documentales en Bolivia y otros países, filma El clamor del silencio con motivo de los cien años de enclaustramiento marítimo de Bolivia, a causa de la pérdida del Litoral en la guerra del Pacífico. Ese mismo año Hugo Roncal dirige otro cortometraje Los ayoreos, acerca de la vida y costumbres de ese grupo étnico.

### La década de 1980
A principios de la década de 1980, el cineasta italiano radicado en Bolivia Paolo Agazzi dirige el documental Hilario Condori, campesino, acerca de la migración campesina hacia las ciudades. También en 1980, Danielle Caillet, esposa de Eguino, debuta dirigiendo un cortometraje acerca de la situación de las mujeres en Bolivia: Warmi.
En 1981, Hugo Boero Rojo, escritor, novelista, periodista e investigador, presenta El lago sagrado, largometraje documental acerca de las culturas y riquezas del lago Titicaca.
Los hermanos Cuellar Urizar regresan a Bolivia del Brasil y realizan su segundo largometraje, El
celibato, una adaptación de la leyenda del Manchay Puito.
En 1982 Paolo Agazzi presenta su primer largometraje, acerca del viaje por el país de un camionero y su ayudante; la película titulada Mi socio es el primer largometraje que se aleja del occidente boliviano y muestra otras regiones más allá de las zonas aymará y quechua. Dos años después, en 1984, Agazzi rueda Abriendo brecha sobre los trabajadores de la zafra de caña de azúcar, cortometraje cuya fotografía estuvo a cargo de Armando Urioste.
El mismo año, 1984, Eguino realiza Amargo mar, un drama épico sobre la guerra del Pacífico de 1879; el filme, debido al enfoque histórico revisionista del conflicto bélico, causó gran polémica.
También en 1984, de regreso en Bolivia, Jorge Sanjinés y Beatriz Palacios realizan Las banderas del amanecer, largometraje documental sobre los últimos años de la historia boliviana.
En 1985, Paolo Agazzi realiza una adaptación de la novela de Gaby Vallejo de Bolívar Hijo de Opa, largometraje que Agazzi titula Los Hermanos Cartagena.
Ese mismo año, Juan Miranda, fotógrafo y camarógrafo que había participado en películas de Jorge Ruiz y Antonio Eguino entre otros, presenta su primer largometraje denominado Tinku - El Encuentro; es el primer largometraje contemporáneo pensado y financiado fuera de la ciudad de La Paz.
A partir de 1986 se paraliza nuevamente la actividad cinematográfica debido a la proliferación de cintas de vídeo y canales de
televisión, hasta que, en 1989, Jorge Sanjinés concluye La nación clandestina, su séptimo largometraje, galardonado en España ese mismo año en el Festival de San Sebastián con el premio Concha de Oro.

### Finalizando elsigloXX
En 1990, en Santa Cruz de la Sierra, Juan Miranda rueda su segundo largometraje, Los Igualitarios, acerca del líder político del siglo pasado Andrés Ibáñez, proyecto que se ve frustrado.
En 1991, luego de quince años, los cineastas con el apoyo de la sociedad logran que el gobierno promulgue la Ley General del Cine (Ley Nro. 1302) que incluye el fomento a la producción audiovisual nacional, la introducción a la temática audiovisual en el sistema educativo, salvaguardia del patrimonio boliviano de imágenes en movimiento y regulaciones del mercado audiovisual. A raíz de la promulgación de esta ley, al año siguiente comienza a funcionar el Consejo Nacional del Cine - CONACINE, máxima entidad rectora en materia cinematográfica en Bolivia que apoya la producción audiovisual boliviana a través del Fondo de Fomento Cinematográfico (FFC) que otorga créditos a bajo interés para la realización de proyectos cinematográficos.
En 1995, la primera Convocatoria del Fondo de Fomento Cinematográfico a la presentación de proyectos da lugar a que ese año se estrenen cinco largometrajes bolivianos, hecho sin precedente. El primero en estrenarse, Viva Bolivia toda la vida de Carlos Mérida, documenta la clasificación de la selección boliviana de fútbol al Campeonato Mundial de Fútbol de 1994, combinando secuencias documentales de los partidos con la historia de un niño que sueña con ser un astro del fútbol.
Jorge Sanjinés presenta Para recibir el canto de los pájaros, largometraje estelarizado por Geraldine Chaplin, filme en que se hace un paralelismo entre el trato a los nativos durante la conquista española de América Latina y la discriminación social actual.
Se estrenó también Jonás y la Ballena Rosada, primer largometraje de Juan Carlos Valdivia, basado en la novela homónima de Wolfango Montes y coproducido con México; se rodó en Santa Cruz y fue el filme con mayor presupuesto del cine boliviano en ese entonces.
Marcos Loayza presentó Cuestión de fe, su primer largometraje, en el que aborda una temática eminentemente local con un toque de humor; fue muy bien acogido por el público y la crítica, convirtiéndose en una de las películas bolivianas más premiadas en los festivales internacionales.
El último largometraje estrenado en 1995 fue Sayariy de la boliviana radicada en Italia, Mela Márquez, en el que muestra la ceremonia ritual del Tinku, combinando secuencias documentales con la ficción, el filme contó con la banda sonora de Cergio Prudencio. Junto a Sayariy se estrenó el cortometraje animado Paulina y el cóndor de Marisol Barragán.
En 1996 Hugo Ara hace su debut con La oscuridad radiante, adaptación de la novela de Óscar Uzín; el proyecto inicialmente se rodó en vídeo y estuvo pensado en formato de miniserie televisiva.
Se estrenaron también ese año los cortometrajes Ajayu de Francisco Ormachea y Skorpio de Álvaro Zavaleta, adaptación libre de un cuento de Julio Ramón Ribeyro.
En 1998, Paolo Agazzi presenta su largometraje El día que murió el silencio.
Al año siguiente, en 1999, se estrena La calle de los poetas, dirigida por Diego Torres Peñaloza, película que presenta en su banda sonora temas de los principales grupos de rock boliviano como Lou Kass, Coda 3 conocida luego como Octavia, Wapbs, Lapsus, Llegas, Alcohólica, Icaro, Llaywa, Dies Irae, Chicos Fáciles, Annada, Dixy y Sacrilegio.
Ese año, Mauricio Calderón presenta su ópera prima El triángulo del lago, un ambicioso filme de ciencia ficción. Marcos Loayza estrena en Argentina su segundo largometraje, Escrito en el agua, que presentara el año 2000 en Bolivia, cerrando así el siglo.

### El nuevo milenio
Tras una pausa de tres años, en 2003 se estrena Dependencia sexual, primer largometraje del director cruceño Rodrigo Bellot, película que ganó el Premio FIPRESCI de la Crítica internacional en el Festival del Locarno, Suiza, y obtuvo varios reconocimientos internacionales.
En 2004, se presenta El corazón de Jesús, tercer largometraje de Marcos Loayza, coproducción boliviana-alemana-chilena y El atraco de Paolo Agazzi, basada en un célebre atraco a la remesa de la Corporación Minera de Bolivia, ocurrido en 1961 en Calamarca, cerca de la ciudad de La Paz. Ese mismo año, Jorge Sanjinés y el Grupo Ukamau presentan Los hijos del último jardín.
En 2005, la cochabambina Julia Vargas-Weise presenta su primer largometraje acerca del Carnaval de Oruro titulado Esito sería. Juan Carlos Valdivia estrena el largometraje American Visa, basado en la novela de Juan de Recacochea, película en la que participan los actores mexicanos Kate del Castillo y Demián Bichir, tuvo muy buena recepción por parte del público, así como por la crítica internacional. Ese año se estrenan además Di buen día a papá de Fernando Vargas, Sena Quina de Paolo Agazzi y Espíritus independientes de Gustavo Castellanos, anunciada como 'la primera película tarijeña'.
En 2006 se presentan cinco largometrajes. La rusa radicada en Bolivia Anche Kalashnikova presenta I am Bolivia, realizada en Santa Cruz y anunciada como la primera película digital rodada en el país; Rodrigo Bellot estrena la comedia ¿Quién mató a la llamita blanca? y debutan presentando sus óperas primas, el cochabambino Martín Boulocq con Lo más bonito y mis mejores años, Daniel Suárez con Psicurbano y Sergio Calero con El Clan.
En 2007, Antonio Eguino presenta Los Andes no creen en Dios.
En 2008, se estrena la coproducción argentino-boliviana Cocalero dirigida por Alejandro Landes, que narra el ascenso de Evo Morales hasta alcanzar la presidencia de Bolivia; el tarijeño Rodrigo Ayala presenta la comedia Día de boda y el cruceño Jorge Arturo Lora presenta su ópera prima La promo.
El año 2008, se estrena también la producción extranjera francesa-alemana filmada en Bolivia La cacería del nazi, dirigida por Laurent Jaoui, acerca de la captura de Klaus Barbie.
En el mismo año salió la película El regalo de la Pachamama, escrita y dirigida por Toshifumi Matsushita, un cineasta japonés, y hablada íntegramente en quechua boliviano.
El año 2009 se realizaron varias producciones (28 producciones nacionales, tres coproducciones y una producción internacional con la participación nacional y los realizadores bolivianos obtuvieron varios reconocimientos internacionales. Cementerio de Elefantes, largometraje de Tonchy Antezana, obtuvo varios reconocimientos y nominaciones en festivales internacionales, al igual que Zona Sur de Juan Carlos Valdivia, película que obtuvo los premios a mejor dirección y mejor guion en el Festival de Cine de Sundance el 2010, convirtiéndose en la primera película boliviana en lograr este reconocimiento. En 2009 se estrenan los largometrajes El ascensor de Tomás Bascopé, En busca del paraíso de Paz Padilla, Hospital Obrero, ópera prima de Germán Monje, ¿Por qué quebró McDonald's?, documental del director Fernando Martínez, coproducida entre Bolivia, Argentina y Venezuela. Rodrigo Bellot presenta la producción chileno-estadounidense Perfidia, filme que se estrenaría en Bolivia recién el año 2010. Un grupo de 14 de los 21 egresados del Programa de dirección de cine de la Universidad Católica Boliviana realizan el largometraje en formato digital Menos 14 en marzo y Gerardo Guerra produce el largometraje titulado Rojo, amarillo y verde, codirigido por Sergio Bastani, Rodrigo Bellot y Martín Boulocq.
El año 2010, se presenta el largometraje Cruces dirigido por Jorge Viricochea P. y John M. Cornejo. Álvaro Olmos presenta el documental San Antonio, acerca del penal de San Sebastián ubicado en Cochabamba, coproducido con Argentina; obtuvo el primer lugar en el Festival de Cine Latinoamericano de Flandes 2011 en Bélgica. El conocido comediante Guery Sandoval lleva del teatro y la televisión a la pantalla grande a su personaje el Pocholo en la película escrita, dirigida y producida por él, Pocholo y su Marida, Amor a lo gorrión.
El año 2011, Óscar "Okie" Cárdenas, estrena El Domingo: Vidas Lejanas y se estrena la primera película boliviana de terror, Casting, dirigida por Juan Pablo Ritcher. Paz Padilla presenta La última jugada, una película que aborda la temática de la enfermedad del cáncer. Martín Boulocq presentó, en el 2011, su segunda película, Los Viejos.
En enero de 2012, se estrena el filme Caminos Celestiales de Saulo Chinchero, el 10 de mayo se estrenó El pecado de la carne de Elías Serrano, el 7 de junio se estrena en salas de cine Vivir contra el tiempo, largometraje del joven cineasta boliviano Edgar Ortega.
El 26 de marzo de 2014, se estrenó en competencia oficial en el Festival de Cine Latinoamericano de Toulouse el film documental Durazno, de la directora boliviana Yashira Jordán; sexta película boliviana financiada por métodos no convencionales como: micromecenazgo, cine orgánico y transmedia.
El 29 de abril de 2015, se estrenó como presentación especial en el festival de HotDocs el documental largometraje The Bolivian Case de la cineasta boliviano-australiana Violeta Ayala. El film fue elegido entre los cinco finalistas para el premio de la audiencia en el Sydney Film Festival.
A la par de películas como Durazno y The Bolivian Case se encuentra la película Los Jucus Ninjas, premiada en varios países, realizada por el director orureño Juan Carlos Soto.
El 29 de septiembre del 2022, se estrenó Utama, dirigida por el boliviano Alejandro Loayza Grisi, película que obtuvo el Trofeo Transilvania  (10.000 euros) y el Premio del Público (de 2.000 euros), del Festival Internacional de Cine de Transilvania, en Rumania, y tres galardones en el Festival Internacional de Cine de Guadalajara, México (mejor primera película, mejor guion y el premio Jorge Cámara). La película explota la cultura y paisajes bolivianos, además muestra problemáticas como el cambio climático, la presión de la ciudad y la escasez de agua.

## Día del Cine Boliviano
El año 2007, el gobierno del presidente Evo Morales Ayma declaró mediante Decreto Supremo N.º 29067 al 21 de marzo como el Día del Cine Boliviano. Esta fecha se elige en conmemoración del aniversario del asesinato de Luis Espinal, como un homenaje a la lucha de Espinal por los derechos humanos y la democracia en el país, además se constituye en unreconocimiento a su aporte a la cinematografía de Bolivia.

## Festivales de cine en Bolivia
- FENAVID Festival Internacional de Cine (Santa Cruz)
- Festival Iberoamericano de Cine Santa Cruz
- Festival de Cine de Cochabamba "Leones de Fuego" (Cochabamba)
- Festival Internacional de los Derechos Humanos (Sucre)
- Semana Internacional del Corto (La Paz - Cochabamba)
- Festival de Cine Europeo
- Festival de Cine de la Diversidad Afectivo Sexual (Santa Cruz)
- Festival de cine documental latinoamericano A Cielo Abierto (Cochabamba)
- Festival de cine Diablo de Oro (Oruro)
- Festival Internacional de Cine "Cultura Caótica" (La Paz)
- Festival de Cine Radical (La Paz - El Alto)
- Festival Internacional de Cortometrajes BoliviaLab

## Reconocimientos y premios a Películas Bolivianas
Vuelve Sebastiana
- Gran Premio (Film Etnográfico y Folklórico), II Festival Internacional de Cine Documental y Experimental del S.O.D.R.E, Uruguay (1956).
- Premio “Kantuta de Oro”, Festival Cinematográfico, La Paz (1956).
- Segundo Premio, Festival de Santa Margarita de Liguria, Génova (1960).

Voces de la Tierra
- Gran Premio (Film Etnográfico y Folklórico), III Festival Internacional de Cine Documental y Experimental del S.O.D.R.E, Uruguay (1957).

Miles como María
- Gran Premio, Venecia - Italia (1959).

Los Primeros
- Miqueldi de Plata, Bilbao - España (1959).

Un día Paulino
- Mención Especial, Checoslovakia (1962).

Las montañas no cambian
- Medalla de Plata, Bilbao - España (1963).

Revolución
- Joris Ivens, Leipzig - Alemania (1964).
- Premio Especial, Festival Viña del Mar (1967).
- Primer Premio (compartido con Cuba y Argentina), Festival de Mérida - Venezuela (1968).

Ukamau
- Grandes Directores Jóvenes, Cannes - Francia (1967).
- Premio de la Crítica, Cannes - Francia (1967)
- Flaherty, Locarno - Suiza (1967).

Yawar Mallku
- Timón de Oro (Mejor Director), Venecia - Italia (1969).
- Espiga de Oro, Festival Internacional, Valladolid - España (1969).
- Georges Sadoul (Mejor Película), Francia (1969).
- Mejor Película, Festival Internacional de San Francisco (1970).

Basta
- Mención Especial del Jurado, Oberhausen - Alemania (1970).

El Coraje del Pueblo
- Premio de la Organización Católica Internacional del Cine O.C.I.C, Berlín - Alemania (1972).
- Mejor Película, Festival de Pésaro (1971).
- Mejor Película, Festival de París (1975).

El Enemigo Principal
- Mejor Película, Festival de Pésaro (1974).
- Globo de Cristal, Karlovivary (1974).
- Gran Premio, Benalmadena (1975).
- Gran Premio, Figueira Da Foz, Portugal (1975).

Pueblo Chico
- Premio Especial del Jurado, San Remo - Italia (1976).

Chuquiago
- Premio Especial del Jurado, Nantes - Francia (1977).

Los Ayoreos
- Carabela de Oro, Bilbao - España (1979).

Hilario Condori Campesino
- Primer Premio, Tampere - Finlandia (1981).

El Lago Sagrado
- Premio especial de la Crítica, Taskent - URSS (1982).

Mi Socio
- Premio Especial del Jurado, Cartagena - Colombia (1983).

Las Banderas del Amanecer
- Gran Coral al mejor documental, La Habana - Cuba (1983).

Abriendo Brecha
- Paloma de Plata, Leipzig - Alemania (1984).

Amargo Mar
- Mención Especial del Jurado, Cartagena - Colombia (1985).

La Nación Clandestina
- Concha de Oro, San Sebastián - España (1989).
- Trofeo Glauber Rocha y Premio de la Crítica, La Habana - Cuba (1990).

Cuestión de Fe
- Mejor Opera Prima, La Habana - Cuba (1995).
- Mejor Opera Prima, Cartagena - Colombia (1995).
- Mejor Opera Prima, Montevideo - Uruguay (1995).
- Mejor Opera Prima, New England - Estados Unidos (1995).
- Premio Especial del Jurado, Biarritz - Francia (1995).
- Mejor Película, Salamanca - España (1995).
- Mejor Película Extranjera, Puerto Rico (1995).
- Premio Especial del Jurado, Cusco - Perú (1995).
- Mejor Opera Prima, Cartagena - Colombia (1996).
- Premio Especial de la Crítica, San Juan - Puerto Rico (1996).

Jonás y la Ballena Rosada
- Mejor Opera Prima, Cartagena - Colombia (1995).

Ajayu
- Mejor Cortometraje de Ficción, Santa Fe, Nuevo México - Estados Unidos (1996).

Para recibir el canto de los pájaros
- Premio Especial del Jurado, Locarno - Suiza (1996).

Sayariy
- Selección Oficial, Londres - Inglaterra (1996).

El día que murió el silencio
- Catalina de Oro, Mejor Actor, Festival de Cartagena - Colombia (1999).
- Premio Fipresci, Primera Mención Festival de Troya, Portugal (1999).
- Premio Stradivarius, Mejor Música Original, Festival Internacional de Cine de Trieste (1999).
- Premio del Público, Festival Internacional de Cine de Trieste (1999).
- Premio Maya, Mejor Película de la Década La Paz – Bolivia (2000).

American Visa
- Premio al Mejor Largometraje de la Sección Oficial otorgado por Radio Exterior de España, Festival de Huelva (2006).
- Premio al Mejor Largometraje de la Sección Oficial otorgado por los alumnos de 2.º del Grado Superior de Realización de Audiovisuales y Espectáculos del IES Pablo Neruda, Festival de Huelva (2006).
- Premio al Mejor Largometraje de la Sección Oficial otorgado por el Colegio de Arquitectos, Festival de Huelva (2006).
- Distinción a la mejor actriz Kate del Castillo, Festival de Huelva (2006).
- Colón de Plata a Mejor Actriz (Kate del Castillo), Festival de Cine Iberoamericano de Huelva (2006).
- Seleccionada para los Premios Goya como mejor película extranjera de habla hispana (2006).

El Atraco
- Gran Premio del XIX Festival de Cine Latinoamericano de Trieste, Italia

Corazón de Jesús
- Premio especial del Jurado, Festival Internacional de Cin Bogotá - BOGOCINE (2004).
- Premio a la mejor actriz, Festival internacional de cine Mónaco (2004).
- Premios a la mejor película, mejor director, mejor actriz y mejor guion festival ICARO, Guatemala

Dependencia Sexual
- Premio Fipresci, Festival Internacional de Locarno – Suiza (2003).
- Premio del Público, Festival de Cine de San Francisco - USA (2004).
- Premio del Jurado, Festivalito España (2005).
- Mención Especial del Jurado en la sección Latinoamérica, Festival Internacional de Montevideo (2003).

Di buen día a papá
- Gran Premio del Público, Festival Internacional de Cine Pobre en Gibara, Cuba (2006).
- Mención Especial del Jurado., Concurso de Guiones del Festival Internacional del Nuevo Cine Latinoamericano de La Habana, Cuba (1999).
- Gran Premio Diablo de Oro, Festival de Cine de Oruro (2005).
- Seleccionada para representar a Bolivia: Mejor Película Extranjera en la 78 Edición de los Premios Óscar de la Academia de Hollywood (2005).
- Mejor película extranjera en español, 25 Edición de los Premios Goya de la Academia de España (2005).
- Mejor película extranjera, Premios Ariel de la Academia de México (2005).
- The World Film Festival, Montreal – Canadá(2005).

Lo más bonito y mis mejores años
- Estreno Mundial. AFI Fest (2005).
- Selección oficial. BAFICI (2006).
- Mejor Ópera Prima. Festival de Guadalajara (2006).
- Premio FESISAL. Festival de Guadalajara (2006).
- Premio de la Crítica. Festival de Valdivia (2006).
- Mejor Ópera Prima. Festival de Trieste (2006).
- Premio Coral a la contribuación artística. Festival de La Habana (2006).

Cementerio de Elefantes
- Selección oficial, XXVI Festival Internacional de Cine, Uruguay
- Selección oficial en el Festival Internacional Cine Pobre, Maquetas, Cuba
- VI Festival Internacional de Cine de Selección, en el norte de Chile
- Nominada mejor película extranjera, mejor fotografía y premio al mejor director internacional en VI Festival Internacional de Cine Independiente y Festival de Video de Nueva York
- Gran Premio del Público a la mejor película y mención especial, III Festival Internacional de Cine de Derechos Humanos de Sucre, Bolivia
- Mejor Película, Mejor Director, Mejor Actor y Mención a Mejor Largometraje con temática indígena, VII Festival Internacional de Cine El Pasto, Colombia
- Mejor Actor Secundario y Mención Honorífica al Premio de Mejor Película, IV Festival Iberoamericano de Cine, en Paraná - Brasil
- Premio Mejor Película, IV FENAVID, Santa Cruz - Bolivia
- Premio al Mejor Actor, III Hispano Film Festival, Orlando – EE. UU.

Zona Sur
- Selección "Cine del Futuro". BAFICI (2010).
- Selección oficial. Festival Internacional de Cine de Roma (2010).
- Selección oficial. Festival Internacional de Cine de Tokio (2010).
- Selección oficial. Festival Internacional de Cine de Miami (2010).
- Mejor Fotografía. Festival Iberoamericano de Cine de Huelva (2010).
- Selección "Panorama". BERLINALE (2010).
- Mejor Guion y Mejor Dirección. Festival de Sundance (2010).
- Premio Especial del Jurado, Mejor Actor y Mejor Guion. Festival Internacional de Cine de Guadalajara (2010).
- Premio del Jurado. Festival de Biarritz (2010).
- Mejor Actor. Festival de Cine de Lima (2010).

Los viejos
- Selección "Cinema del Mundo". Festival Internacional de Cine de Busan (2011).
- Selección "Olas". Festival de Cine de Turín (2011).
- Mejor Película Internacional. Festival Internacional de Cine de Antofagasta (2011).
- Selección "Cine del Futuro". BAFICI (2012).
- Selección oficial. Festival Internacional de Cine de Guadalajara (2012).

The Bolivian Case
- Selección "Special Presentation". Hot Docs Canadian International Documentary Festival (2015).
- Selección "Documentary Competition". Festival Internacional de Cine de Sídney (2015). Finalista Premio de la Audiencia.
- Selección "Encuentros" IndieBo, Festival Independiente de Cine de Bogotá  (2015).
- Selección oficial. DocEdge, Nueva Zelanda (2015).
- Selección "Competencia Oficial Documental". Festival de Lima (2015).

Lo peor de los deseos
- Selección Oficial. Chicago Latino Film Festival (2018).
- Premio del público. Festival Internacional de Cine de Puerto Montt (2018).
- Mención especial del Jurado. Festival Internacional de Cine de Puerto Montt.(2018).

El Gran Movimiento
- Premio Especial del Jurado de la sección Horizontes - Festival Internacional de Cine de Venecia (2021)

Utama
- Premio del jurado en la sección internacional - Festival de Sundance (2022)